# Brachyhypopomus draco
Brachyhypopomus draco är en fiskart som beskrevs av Giora, Malabarba och Crampton 2008. Brachyhypopomus draco ingår i släktet Brachyhypopomus och familjen Hypopomidae. Inga underarter finns listade.